# Steinfleckberg

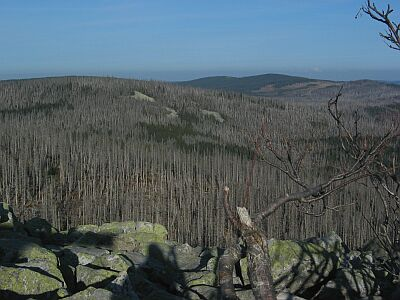
Blick vom Lusen auf den Steinfleckberg (Kuppe in der linken Bildhälfte)

Der Steinfleckberg ist ein 1340 m ü. NHN hoher Berg in der Kernzone des Nationalparks Bayerischer Wald nahe der Grenze zu Tschechien auf der Gemarkung Mauther Forst. Benachbarte Berge sind der Lusen (1373 m ü. NHN) im Südwesten, der Moorberg (1370 m n.m.) in westlicher sowie in Tschechien der Černá hora (1315 m n.m.) in nordöstlicher Richtung.
Der nächste bayerische Ort ist Finsterau in der Gemeinde Mauth. Die Stadt Grafenau liegt etwa 14 Kilometer Luftlinie südwestlich.
Seit flächigem Borkenkäferbefall in den 1990er Jahren ist die Sukzession hier bereits deutlich erkennbar.